# Maite Embil
Maite Embil (Cidade do México, 18 de abril de 1973) é uma atriz e cantora mexicana. 
Debutou na televisão em 1995 protagonizando a telenovela La Paloma junto a Gerardo Hemmer (1970-1995), cuja produção foi cancelada (tendo sido exibida apenas 50 capítulos com a morte de Hemmer em 1995).  A atriz permaneceu algum tempo ausente, tendo retornado a televisão somente em 1999 para interpretar sua primeira vilã  em Tres Mujeres. Seguiu outros papéis antagônicos em El Derecho de Nacer , Así son Ellas , Pasión . Em 2003 integrou o elenco da telenovela Rebeca, protagonizada por Mariana Seoane e Ricardo Álamo.
Em 2008 integrou o elenco de Cuidado con el Ángel  , de Nathalie Lartilleux. Em 2009 saiu da Televisa , tendo integrado o elenco da novela Alma Indomable (produzida na Venezuela, pela Venevisión) sua primeira atuação no exterior , sendo protagonizada por Scarlet Ortíz e José Angel Llamas . Em 2011 integrou o cast da Telemundo onde participou de Una Maid en Manhattan e de Marido en Alquiler (em 2013 e 2014- sendo esta última uma adaptação da telenovela brasileira produzida em 2011) . Em 2015 participou de ¿Quién es Quién?. Em 2020 retorna a Televisa para participar de Vencer con la Vida Real no papel de ''Carlota" , uma mulher que descobre a traição do marido Edmundo (Manuel Landeta) com sua sobrinha Magnólia  (Maite Perroni) e acaba morrendo ao cair da escada de sua casa.

## Carreira.

### Telenovelas
| Ano       | Telenovela                 | Personagem                                           |                       |
| --------- | -------------------------- | ---------------------------------------------------- | --------------------- |
| 2021      | La suerte de Loli          | Bertha Morales                                       | Participação especial |
| 2020      | 100 días para enamorarnos  | Angélica Quintero                                    | Invitada              |
| 2017      | Vikki RPM                  | Romina Bonetti                                       | Actuaçõ estelar       |
| 2016      | Mujeres de negro           | Carmem Salinas                                       | actuacõ estelar       |
| 2015      | ¿Quién es Quién?           | Nora                                                 | Coadjuvante           |
| 2014      | Voltea pa' que te enamores | Georgina de la Parra                                 | Actuaçõ estelar       |
| 2013-2014 | Marido en alquiler         | Celeste Porras                                       | Actuaçõ estelar       |
| 2011-2012 | Una maid en Manhattan      | Belinda Delgado                                      | Actuaçõ estelar       |
| 2009-2010 | Alma indomable             | manda Rosales / Amparo "La Españolita"               | Antagonista           |
| 2008-2009 | Cuidado con el ángel       | Leticia de Lizárraga                                 | Participação especial |
| 2007-2008 | Pasión                     | Rita Darién de Márquez/Rita Darién de Mancera y Ruiz | Antagonista           |
| 2006      | Olvidarte jamás            | Florencia Montero de la Nuez                         | Actuaçõ estelar       |
| 2005      | El amor no tiene precio    | Clara                                                | Actuaçõ especial      |
| 2003      | Rebeca                     | Carolina Montalbán de Izzaguire                      | Actuaçõ estelar       |
| 2002-2003 | Así son ellas              | Florencia Linares Escudero                           | Antagonista principal |
| 2001      | El derecho de nacer        | Matilde del Junco Rivera de Armenteros               | Antagonista principal |
| 1999-2000 | Tres mujeres               | Andrea Ibáñez                                        | Antagonista           |
| 1995      | La Paloma                  | Emilia López-Yergo Montenegro                        | Protagonista          |

### Programas de televisão
- Tómame o déjame (2015) - Lara
- Escándalos: Todo es real excepto sus nombres (2014)
- Historias de la Virgen Morena (2013)
- El gordo y la flaca (2004)
- Mujer, casos de la vida real (2001)

### Cinema
- La tregua (2003) - Blanca Santome

## Prêmios e Indicações

### Prêmio TVyNovelas
| Ano  | Categoria                 | Telenovela   | Resultado |
| ---- | ------------------------- | ------------ | --------- |
| 2000 | Melhor atriz de reparto   | Tres mujeres | Nomeada   |
| 1996 | Melhor revelação feminina | La Paloma    | Nominada  |